# Henry A. Foster
Henry Allen Foster (7 de maio de 1800 - 1 de maio de 1889) foi senador pelo estado de Nova Iorque.